# HD42968
HD42968 — хімічно пекулярна зоря спектрального класу A0, що має видиму зоряну величину в смузі V приблизно  8,4.
Вона  розташована на відстані близько 504,1 світлових років від Сонця.

## Фізичні характеристики
Телескоп Гіппаркос зареєстрував фотометричну змінність  даної зорі з періодом    2,87 доби в межах від  Hmin= 8,62 до  Hmax= 8,45.